# Čap
Čap (též Čáp, německy Tschapkeule)) je pískovcová vyvýšenina (387 metrů) se zbytky stejnojmenného skalního hradu v katastrálním území Zátyní (součást města Dubá), asi 1,5 kilometru severozápadně od osady Pavličky a čtyři kilometry západně od města Dubá v jižní části okresu Česká Lípa. Čap leží v chráněné krajinné oblasti Kokořínsko – Máchův kraj na území evropsky významné lokality Roverské skály.

## Popis útvaru
Vrchol kopce tvoří 6 metrů vysoký skalní kyj ze železitého pískovce. Tento útvar bývá nazýván Čapská palice. Nezalesněná skála na vrcholu poskytuje dobrý výhled na Dokeskou pahorkatinu a České středohoří. Samotný Čap je řazen do geomorfologického okrsku Polomené hory.

## Historie
Na přelomu čtrnáctého a patnáctého století na skalní plošině po krátkou dobu stával skalní hrad Čap. Založili jej Berkové z Dubé, ale brzy jej opustili. Většinu pozůstatků zničila eroze, a jedinými zbytky jsou ve skále vyhloubený příkop, sklep a patrně zásobní jáma.

## Přístup
Čapská palice se, i s přilehlou pískovcovou plošinou, tyčí nad Velkým Čapským dolem, do něhož lze od někdejšího hradu sestoupit po Kamenných schodech. Touto částí Kokořínska vede modře značená turistická cesta od jihu z Pavliček a cyklotrasa č. 0058. Z Čapského dolu nahoru k Čapu od rozcestí míří krátká zeleně značená odbočka. Od rozcestí na východní straně Čapu vede žlutě značená spojovací cesta do Malého Čapského dolu. Nejbližší ves Pavličky je od Čapu vzdálena necelé dva kilometry.

## Výhled z Čapu

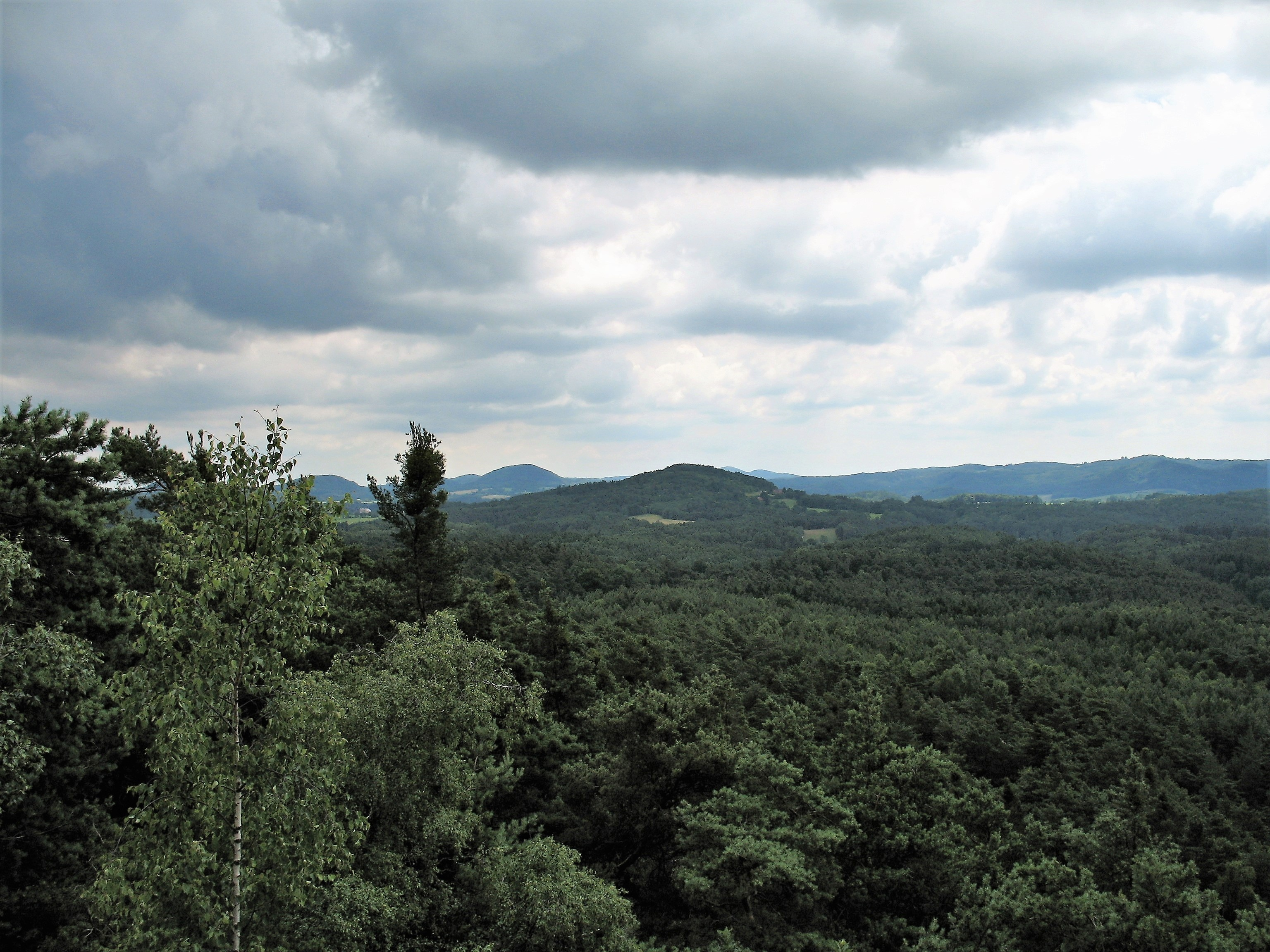
Pohled k jihovýchodu
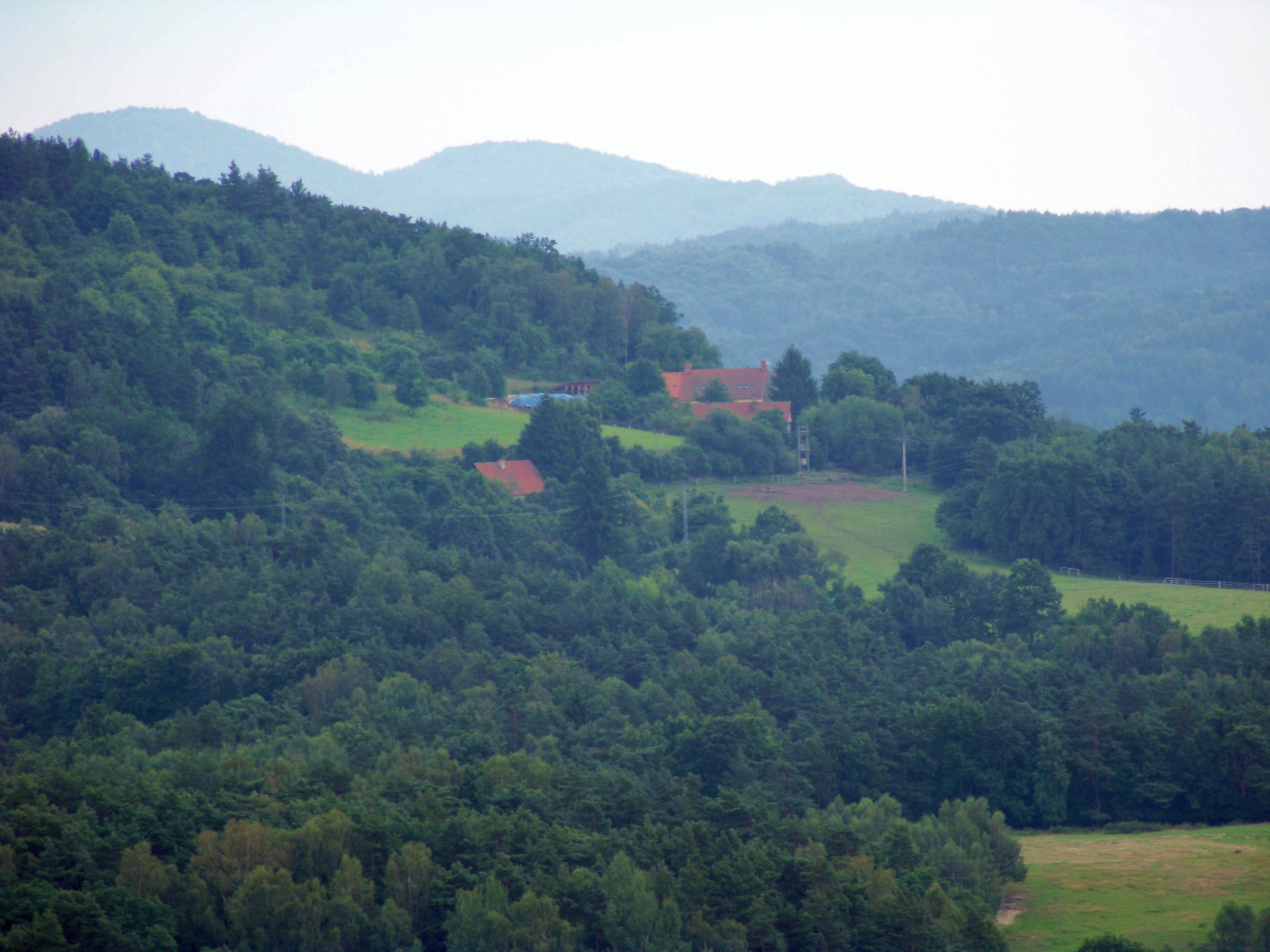
Dubová hora
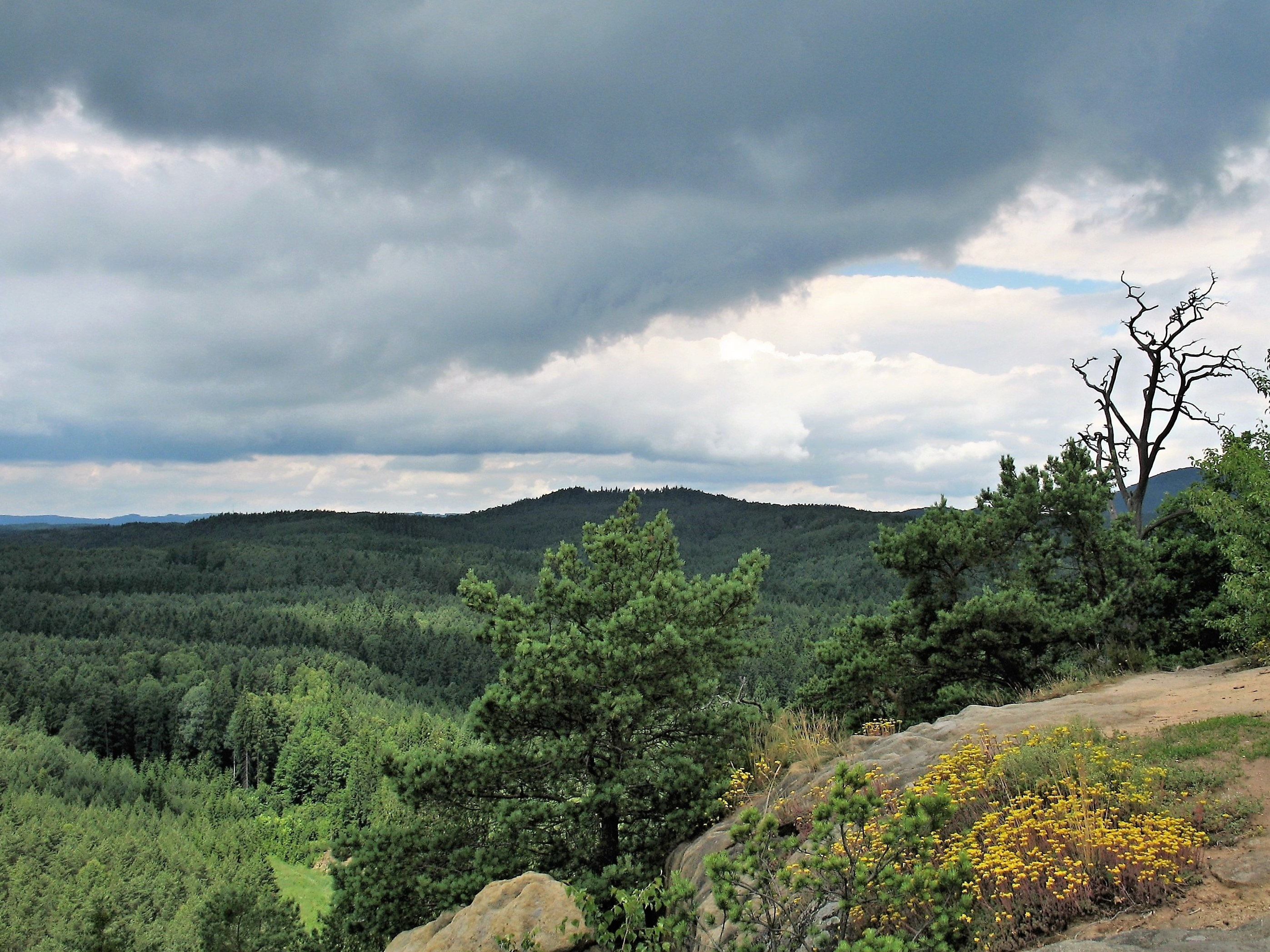
Lesy na severozápadě
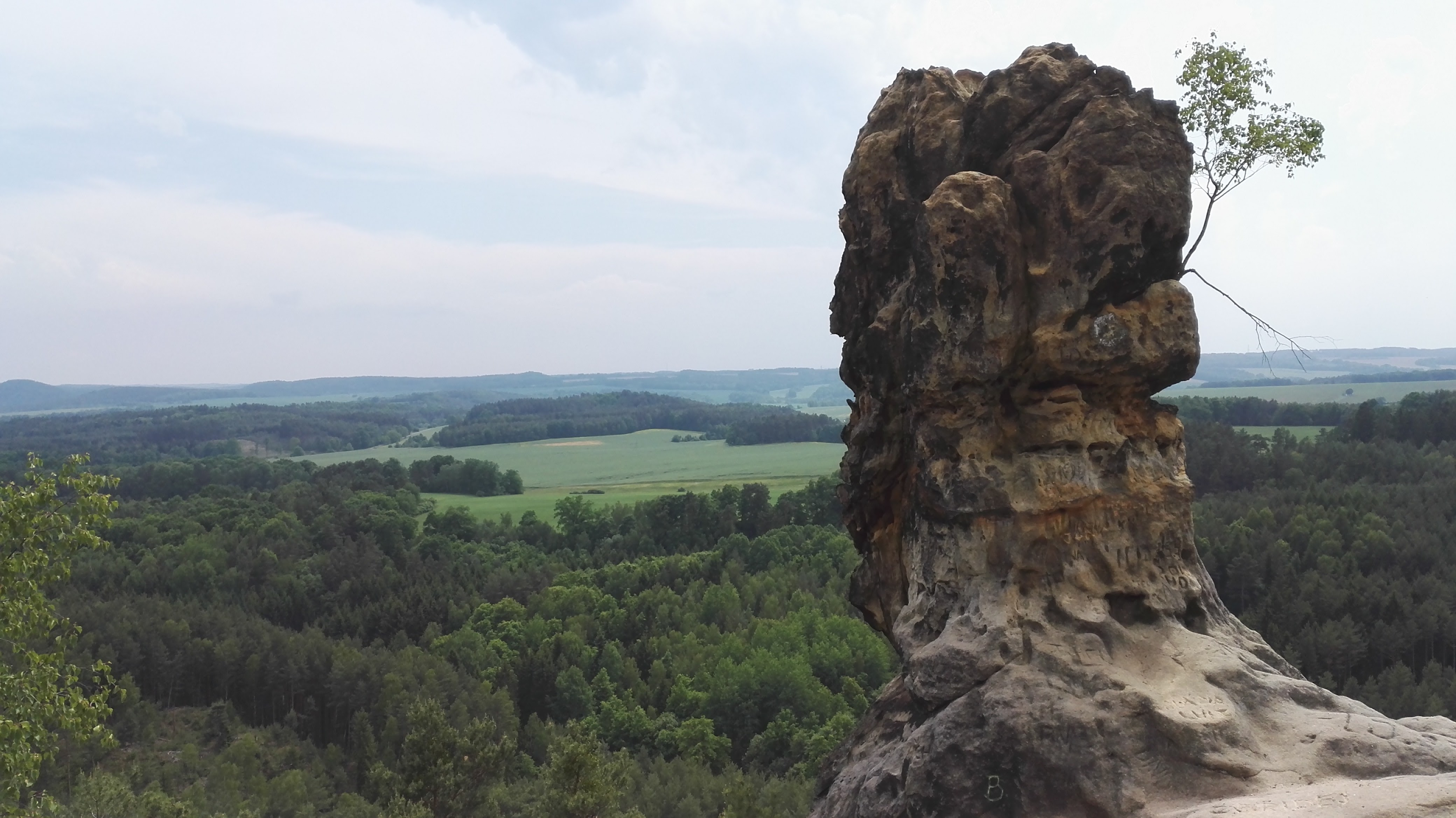
Pohled k jihu